# Querré
Querré korábbi község Franciaország Loire mente régiójában, Maine-et-Loire megyében. 2016. december 15-én hat másik korábbi községgel egyesült és Les Hauts-d’Anjou új község része lett.
Lakosainak száma 322 fő (2018. január 1.). Querré Champigné, Chenillé-Champteussé, Marigné, Sceaux-d’Anjou és Champteussé-sur-Baconne községekkel határos.

## Népesség
A település népességének változása:
| Lakosok száma | 297  | 246  | 240  | 241  | 237  | 287  | 325  | 335  | 324  | 322  |
|               | 1968 | 1975 | 1982 | 1990 | 1999 | 2006 | 2011 | 2013 | 2017 | 2018 |